# جنس غير آمن
يشير مصطلح الجنس غير الآمن إلى أي اتصال جنسي لا يستخدم فيه الطرفان أي وسيلة لمنع الحمل.

## الأمراض المنقولة جنسيًا
انظر أيضًا: الجنس بدون واقي
يشير مصطلح "الجنس غير الآمن" تحديدًا إلى النشاط الجنسي الذي لا يستخدم فيه الطرفان أي وسيلة وقاية من الأمراض المنقولة جنسيا. وبالتالي، يمكن مقارنته بالجنس الآمن.

## منع الحمل
في حالات أقل شيوعًا، يُستخدم مصطلح "الجنس غير الآمن" للإشارة إلى الاتصال الجنسي دون استخدام أي وسيلة لمنع الحمل. يختلف المعنيان نظرًا لوجود وسائل منع حمل لا تتضمن حماية حاجزة، مثل وسائل منع الحمل الهرمونية. يُستخدم هذا المعنى عادةً في مناقشات الوعي بالخصوبة، حيث يمكن للأزواج الذين يتجنبون الحمل تحديد فترات قلة الخصوبة من الدورة الشهرية، حيث يكون خطر الحمل في ممارسة الجنس غير الآمن منخفضًا جدًا.